# Nicolás de la Concepción
Nicolás de la Concepción (fl. 1720), conocido en las fuentes inglesas como Nicholas de Concepcion, fue un corsario afroespañol del siglo XVIII. Originalmente un esclavo fugado de las colonias británicas, encontró asilo en el virreinato de Nueva España como era la costumbre y se convirtió en corsario guardacostas en Florida.

## Biografía
Navegante de gran éxito, Concepción reunió una tripulación multinacional de 140 hombres en varios barcos y operó activamente desde el fuerte de San Agustín, apresando buques extranjeros llegando hasta la bahía de Chesapeake. En una de sus correrías, uno de sus bergantines tomó dos sloops y un pingue que llegaban desde Filadelfia. También tomaron el buque inglés Planter que hacía la ruta desde Liverpool, aunque de camino a Florida fue recapturado por otra nave inglesa. En él los británicos encontraron una patente de corso presuntamente falsa de la guerra de sucesión española y la guerra de la Cuádruple Alianza. Los británicos intentaron capturar a Concepción en múltiples ocasiones, pero el corsario negro evadió siempre la captura.
Con el fin de la guerra de la Cuádruple Alianza en 1720, España y Gran Bretaña acordaron devolver los barcos capturados por el corso. San Agustín devolvió naves tomadas por el guardacostas Richard Noland, pero no hicieron lo mismo con los de Concepción, alegando que tales barcos nunca habían llegado allí excepto un solo sloop. Se conoce poco más sobre la carrera de Concepción.